# Stade Jarry
Pour les articles homonymes, voir Jarry.
 (avril 2025).
Le stade Jarry était un stade de baseball montréalais où jouaient les Expos de Montréal, la première équipe canadienne de la ligue majeure de baseball, de 1969 à 1976. Il a servi de résidence temporaire jusqu'à ce qu'un bâtiment avec un dôme puisse être construit. Il fut décidé de convertir le stade de trois mille sièges de Villeray en un parc de près de 30 000 sièges. Le stade est aujourd'hui appelé le stade IGA.
Le stade était composé d'une seule tribune allant du poteau de démarcation des fausses balles du champ gauche vers le poteau de démarcation du champ droit, avec une grande tribune extérieure dans le champ gauche. Au-delà du champ droit était une piscine dans le parc municipal, dans laquelle les coups de circuit étaient souvent frappés. Le stade était plutôt spartiate, vu qu'il était censé n'être qu'une résidence temporaire, quoiqu'il prit beaucoup plus longtemps pour construire le Stade olympique que les délais prévus. Il était aussi très ouvert aux conditions météorologiques, ce qui posait des problèmes en avril au début de la saison de baseball, lorsque des chutes de neige sont encore fréquentes, et à la fin septembre lorsque l'automne s'installe.
Bien que la distance du champ centre était indiquée à 420 pieds, en réalité elle mesurait 417 pieds au tout milieu de la zone, avec 420 pieds aux coins gauche et droit du champ centre.
Le stade fut utilisé pour divers événements après le départ des Expos en 1976. Graduellement, les installations furent converties en un stade de tennis, avec un coin de la cour situé sur le lieu de l'ancien pare-balles. Le stade fut renommé en l'honneur de Jean-Paul II pour marquer sa visite à Montréal et au parc le 11 septembre 1984 ; de nouveau le stade changea de nom pour stade Du Maurier en 1987. En 2004, à cause de l'interdiction des commandites par des marques de cigarettes, le stade change de nom pour stade Uniprix d'après les pharmacies Uniprix ; en 2018, le stade s'appelle maintenant Stade IGA.

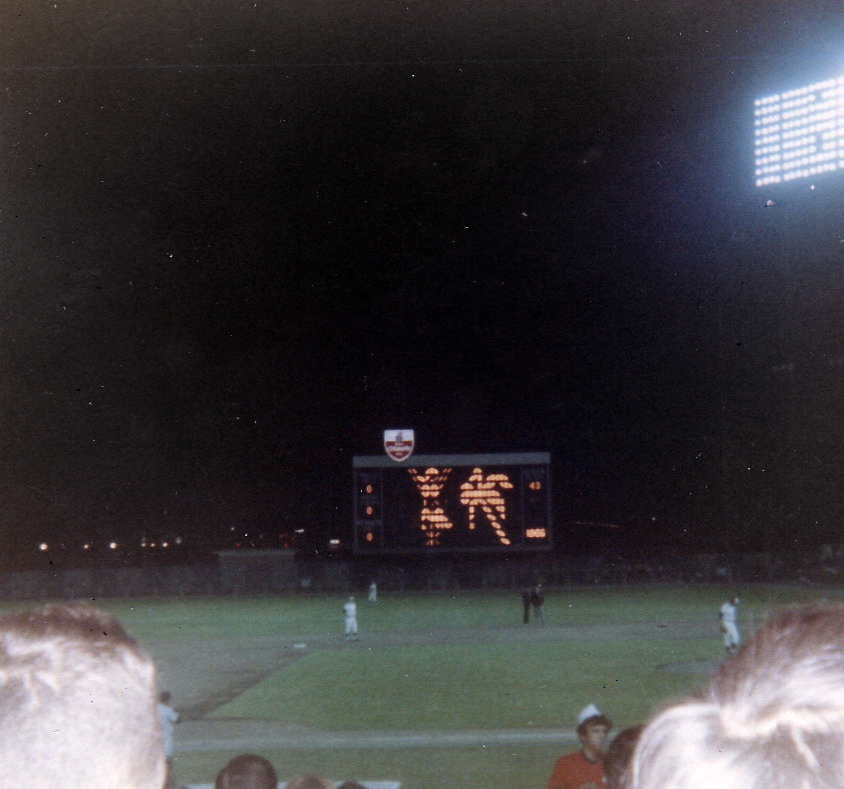
Le tableau indicateur du parc Jarry durant un match de baseball des Expos en 1969.
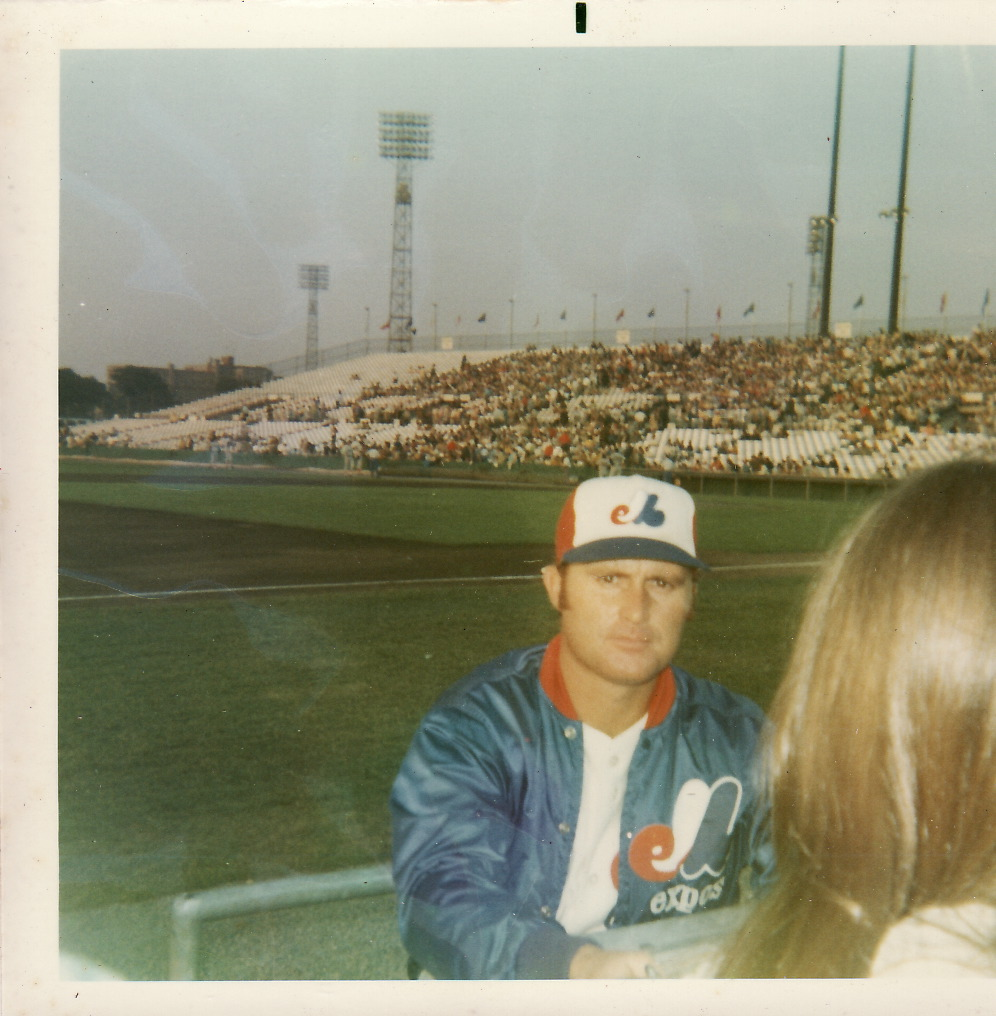
Le joueur des Expos de Montréal Ron Fairly au Stade du parc Jarry en 1969.
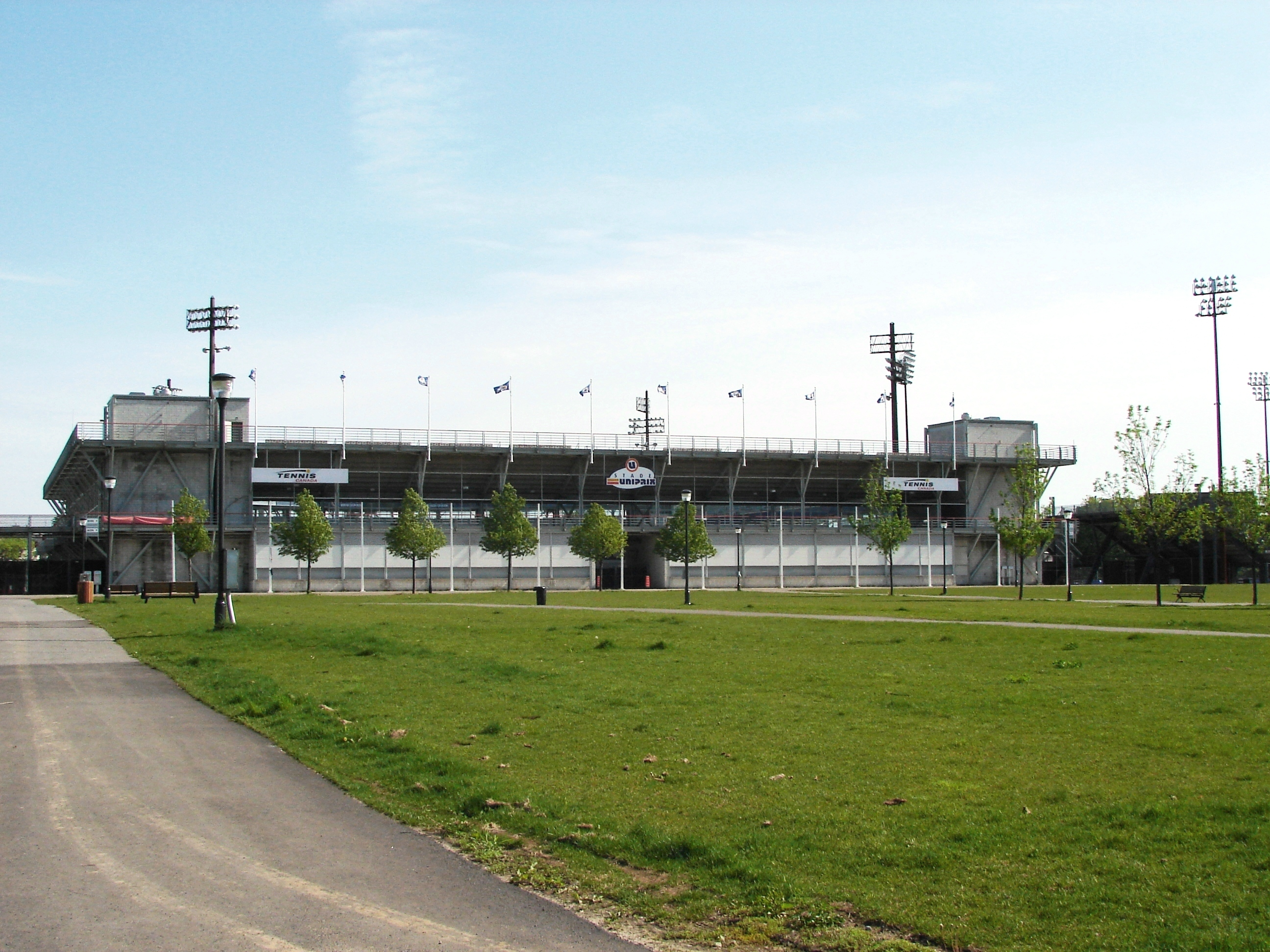
Le Stade Uniprix, ancien Stade Jarry devenu stade de tennis, en 2006